# LG Energy Solution
LG Energy Solution, Ltd. eller LGES (주식회사 엘지에너지솔루션) er en sydkoreansk batteriproducent med hovedkvarter i Seoul. De er specialiseret i lithium-ion batterier.
LG Chem begyndte batteriproduktion i 1992 og i 2020 blev LGES oprettet som et datterselskab.